# Toshihiko Seko
Toshihiko Seko (Japans: 瀬古利彦, Seko Toshihiko) (Kuwana, 15 juli 1956) is een voormalige Japanse langeafstandsloper, die gespecialiseerd was in de marathon. In de jaren negentig behoorde hij tot de wereldtop in deze discipline. Hij won diverse grote internationale marathons, zoals: Fukuoka (driemaal), Boston (tweemaal), Tokio (eenmaal), Londen (eenmaal) en Chicago (eenmaal). Ook nam hij tweemaal deel aan de Olympische Spelen, maar won hierbij geen medailles.

## Loopbaan
Zijn eerste succes boekte Seko in 1979 met het winnen van de Japanse kampioenschappen op de marathon in Fukuoka. Op 22 maart 1981 verbeterde hij in Christchurch op één dag twee wereldrecords. Hij liep de 30.000 m in 1:29.18,8 en onderweg verbeterde hij het wereldrecord op de 25.000 m tot 1:13.55,8.
Op de Olympische Spelen van 1984 in Los Angeles nam Toshihiko Seko deel aan de olympische marathon. Met een tijd van 2:14.13 eindigde hij op een veertiende plaats. Vier jaar later op de Olympische Spelen van Seoel verbeterde hij zich naar een negende plaats in 2:13.41.
Seko werkt als trainer van het atletiekteam van S & B Food.

## Titels
- Aziatisch kampioen 10.000 m - 1979, 1981
- Japans kampioen marathon - 1979, 1983, 1988

## Persoonlijke records
| Onderdeel | Prestatie      | Datum             | Plaats       |
| --------- | -------------- | ----------------- | ------------ |
| 15.000 m  | 43.38,2        | 24 september 1983 | Shizuoka     |
| 20.000 m  | 57.48,7        | 11 mei 1985       | Odawara      |
| 25.000 m  | 1:13.55,8 (WR) | 22 maart 1981     | Christchurch |
| 30.000 m  | 1:29.18,8 (WR) | 22 maart 1981     | Christchurch |
| marathon  | 2:08.27        | 26 oktober 1986   | Chicago      |

## Palmares

### 10.000 m
- 1979:  Aziatische kampioenschappen - 28.59,2
- 1981:  Aziatische kampioenschappen - 28.44,98
- 1986:  Aziatische Spelen - 29.31,90

### marathon
- 1977: 5e marathon van Fukuoka - 2:15.00,1
- 1978:  marathon van Fukuoka - 2:10.21,0
- 1979:  Boston Marathon - 2:10.13
- 1979:  Japanse kampioenschappen in Fukuoka - 2:10.35 (1e overall)
- 1980:  marathon van Fukuoka - 2:09.45
- 1981:  Boston Marathon - 2:09.27
- 1983:  marathon van Tokio - 2:08.38
- 1983:  Japanse kampioenschappen in Fukuoka - 2:08.52
- 1984: 14e OS - 2:14.13
- 1986:  Londen Marathon - 2:10.02
- 1986:  Chicago Marathon - 2:08.27
- 1987:  Boston Marathon - 2:11.50
- 1988:  Japanse kampioenschappen in Ōtsu - 2:12.41
- 1988: 9e OS - 2:13.41

- World Athletics: 14345994
- International Standard Name Identifier: 0000 0003 7687 2684
- Bibliotheek van het Japanse parlement: 00189946
- Virtual International Authority File: 253791794